# Vincent Vittoz
Pour les articles homonymes, voir Vittoz.
Vincent Vittoz, né le 17 juillet 1975 à Annecy, est un fondeur français. Il a notamment été champion du monde de la poursuite en 2005 et a terminé deuxième du classement général lors de la coupe du monde 2005 : dans les deux cas, il s'agit de la meilleure performance d'un fondeur français.

## Biographie

### Carrière de fondeur
Né à Annecy, Vincent Vittoz grandit à La Clusaz (Haute-Savoie) où tout naturellement il s'essaye au ski. Débutant par le ski alpin à l'âge de quatre ans, il se met au ski de fond à huit ans pour ne plus jamais quitter la discipline. Durant son adolescence, il effectue ski-étude, décroche un bac scientifique et s'engage dans l'armée de terre, parallèlement il a poursuivi le ski de fond au haut niveau. Grâce à l'armée, il devient membre des équipes de France militaire de ski. 
Il fait ses grands débuts internationaux à l'occasion des championnats du monde juniors en janvier 1994 à Breitenwang (Autriche) avec une 19e place sur le 10 km et une 20e place sur le 30 km. Inscrit en coupe continentale, il poursuit sa progression et à l'occasion des championnats du monde junior 1995 à Gaellivare (Suède) il décroche une 6e place sur le 10 km. Après de bons résultats en coupe continentale au début de la saison 1996, il peut se présenter dans les épreuves de la coupe du monde, sa première épreuve est un 15 km au cours duquel il parvient à entrer dans les points avec une 22e place.
Dès que ses résultats en coupe du monde s'éloignent des trente meilleures places (pour entrer dans les points), il effectue quelques courses en coupe continentale où en raison de ses performances, il regagne immédiatement la coupe du monde. Champion de France sur de la course classique et poursuite, il prend part à ses premiers championnats du monde à Trondheim (Norvège) en 1997 où son meilleur résultat est une 16e place en 30 km poursuite. Ces bons résultats combinés au fait que la France ne dispose pas d'un grand réservoir de fondeurs lui permettent de disputer l'année suivante en 1998 les Jeux olympiques d'hiver de Nagano (Japon). C'est également dans l'épreuve de la poursuite qu'il y obtient son meilleur résultat avec une 19e place.
Spécialisé dans le skating ou pas de patineur, il attend la saison 1999 pour enfin terminer dans le top 10 d'une épreuve de coupe du monde avec une 9e place en 15 km classique à Nové Město na Moravě (République tchèque) le 9 janvier 1999, et la saison 2001 pour connaître ses premiers podiums avec une 2e place au 15 km libre à Santa Caterina et une 3e place en poursuite à Brusson, cependant c'est lors de la saison 2003 qu'il gagne pour la première fois une course avec le 10 km en style libre à Kiruna (Suède) le 23 novembre 2002. Entre-temps, il dispute ses deuxièmes olympiades à Salt Lake City où il ne fait que des places d'honneur : 11e au 30 km, 13e en poursuite et 8e en relais avec l'équipe de France.
Il commence bien la saison 2004-2005 avec trois victoires et des podiums en Coupe du monde, mais le 2 février 2005, il est déclaré positif par un laboratoire de Cologne (Allemagne) à la suite d'un contrôle antidopage . Moralement atteint, il attend la contre-expertise qui l'innocente et le blanchit. Revanchard, il obtient le titre de Champion du monde de poursuite 2005 à Oberstdorf (Allemagne), deux semaines après et termine 2e du classement général de la coupe du monde, réalisant alors la meilleure performance d'un Français dans l'histoire du ski de fond.
Chef de file de la délégation française de ski de fond aux Jeux olympiques de 2006, il échoue dans sa quête de médaille, terminant 6e du 30 km poursuite, 4e du relais 4 × 10 km et 9e du 50 km libre.

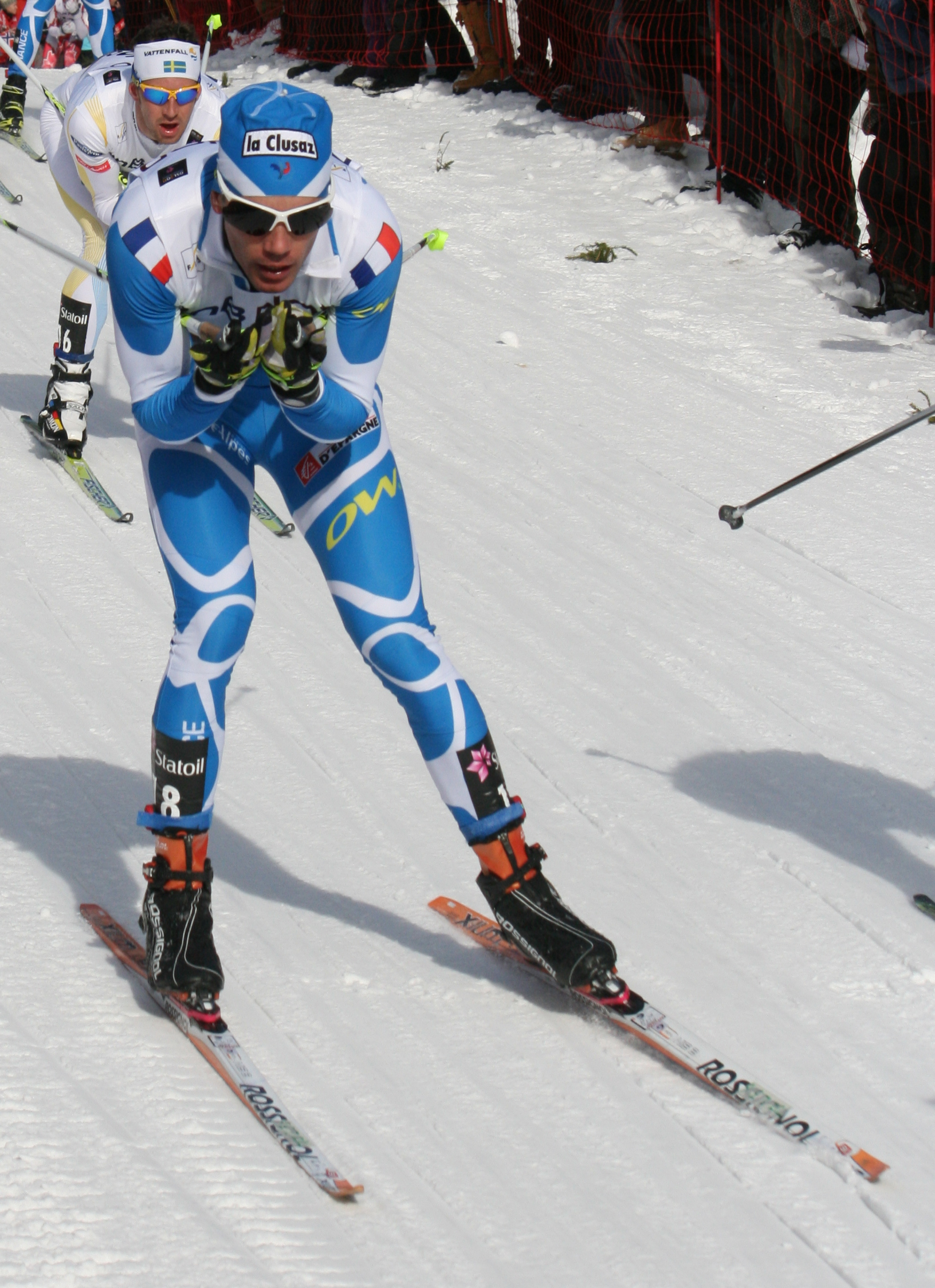
Vincent Vittoz au mondial 2011

Après une saison 2010-2011 difficile et rythmée par des blessures à répétition, il décide de mettre fin à sa carrière internationale. Sa dernière saison est relativement décevante, puisqu'il manque complètement les mondiaux d'Oslo en Norvège en terminant 34e de la poursuite, qu'il abordait sans grands espoirs. Le relais est également une grande déception, puisque l'équipe de France composée de Jean-Marc Gaillard, Maurice Manificat, Vincent Vittoz et Robin Duvillard se classe seulement 11e. La dernière épreuve de ces mondiaux, le 50 kilomètres, qualifié comme le plus dur de l'Histoire du ski de fond (1998 mètres de dénivelés positifs), voit le Norvégien Petter Northug s'imposer, alors que Vincent Vittoz termine 22e et meilleur Français.
Il achève néanmoins sa carrière en beauté en terminant 3e de l'étape de Lahti (Finlande), derrière le Suisse Dario Cologna et son compatriote Maurice Manificat.
Il participe à sa dernière course internationale le dimanche 20 mars 2011 à Falun en Suède, à l'occasion des finales de la coupe du monde, où il termine à la 22e place.

### Carrière d'entraîneur
En 2011, Vincent Vittoz se voit proposer le poste d'entraîneur des moins de 23 ans (U23) par la Fédération française de ski, poste qu'il accepte pour assurer la transmission.
Lors de l'édition 2014 des championnats du monde des moins de 23 ans, disputé à Val di Fiemme en Italie, son groupe d'entraînement obtient deux médailles en skiathlon, avec le titre mondial d'Adrien Backscheider et la médaille d'argent de Damien Tarantola. L'année suivante, à Almaty au Kazakhstan, l'équipe des moins de 23 ans confirme les résultats de l'année précédente en obtenant deux médailles, l'argent obtenu par Clément Parisse en skiathlon et le bronze d'Adrien Backscheider sur le quinze kilomètres libre, Richard Jouve terminant lui quatrième du sprint classique. Lors de l'édition de 2016 disputée à Râșnov en Roumanie, les fondeurs dirigés par Vittoz obtiennent de nouvelles médailles, l'or avec Lucas Chanavat sur le sprint libre, Jean Tiberghien terminant troisième de cette épreuve, et Clément Parisse et Alexandre Pouye terminant respectivement deuxième et troisième du quinze kilomètres libre.
À partir de la saison 2018-2019, Vincent Vittoz devient entraineur de l'équipe de France masculine de biathlon. Il succède à l'ancien biathlète Stéphane Bouthiaux. Il quitte ce poste à l'issue de la saison 2022-2023, et il est nommé entraîneur de l’équipe de France féminine B de ski de fond.

## Palmarès

### Jeux olympiques d'hiver
- Nagano 1998 :
  - 24e du 10 km classique, 19e de la poursuite 25 km, 21e du 50 km libre
- Salt Lake City 2002 :
  - 13e de la poursuite 20 km, 11e du 30 km libre, 8e du relais
- Turin 2006 :
  - 14e du 15 km classique, 6e de la poursuite 30 km, 9e du 50 km libre, 4e du relais
- Vancouver 2010 :
  - 5e du 15 km libre, 13e du 30 km poursuite, 13e du 50 km classique, 4e du relais, 7e du sprint par équipes

### Championnats du monde
- Championnats du monde de ski nordique 2005 à Oberstdorf (Allemagne) : 
  -  Médaille d'or en poursuite.
- Championnats du monde de ski nordique 2003 à Val di Fiemme (Italie) : 
  - 6e du 50 km.

### Coupe du monde
- 2e du classement général de la coupe du monde 2005.
- 29 podiums : 
  - 6 podiums en épreuve par équipes, dont 1 victoire.
  - 23 podiums en épreuve individuelle, dont 7 victoires.

 Dernière mise à jour le 12 mars 2011 

#### Différents classements en Coupe du monde
| Année/Classement | Année/Classement | Général | Général | Distance | Distance | Sprint | Sprint | Tour de ski                      | Tour de ski |
| ---------------- | ---------------- | ------- | ------- | -------- | -------- | ------ | ------ | -------------------------------- | ----------- |
| Année/Classement | Année/Classement | Class.  | Points  | Class.   | Points   | Class. | Points | Class.                           |             |
| 1996             | 1996             | 67e     | 9       |          |          |        |        | Épreuve inexistante à cette date |             |
| 1997             | 1997             | 37e     | 73      |          |          | 50e    | 26     | Épreuve inexistante à cette date |             |
| 1998             | 1998             | 54e     | 23      |          |          | 44e    | 23     | Épreuve inexistante à cette date |             |
| 1999             | 1999             | 35e     | 78      |          |          | 31e    | 75     | Épreuve inexistante à cette date |             |
| 2000             | 2000             | 31e     | 193     |          |          | 18e    | 74     | Épreuve inexistante à cette date |             |
| 2001             | 2001             | 16e     | 264     |          |          | 37e    | 36     | Épreuve inexistante à cette date |             |
| 2002             | 2002             | 24e     | 174     |          |          | 72e    | 3      | Épreuve inexistante à cette date |             |
| 2003             | 2003             | 8e      | 352     |          |          |        |        | Épreuve inexistante à cette date |             |
| 2004             | 2004             | 19e     | 337     | 15e      | 331      | 64e    | 3      | Épreuve inexistante à cette date |             |
| 2005             | 2005             | 2e      | 516     | 2e       | 506      | 60e    | 10     | Épreuve inexistante à cette date |             |
| 2006             | 2006             | 5e      | 502     | 2e       | 502      | -      | -      | Épreuve inexistante à cette date |             |
| 2007             | 2007             | 6e      | 463     | 2e       | 415      | -      | -      | 19e                              |             |
| 2008             | 2008             | 11e     | 492     | 4e       | 456      | 53e    | 36     | Abandon                          |             |
| 2009             | 2009             | 10e     | 583     | 11e      | 371      | -      | -      | 17e                              |             |
| 2010             | 2010             | 9e      | 515     | 5e       | 373      | -      | -      | 18e                              |             |
| 2011             | 2011             | 23e     | 304     | 20e      | 190      | -      | -      | 11e                              |             |

#### Détail des victoires
| Épreuve / Édition | Sprint | Sprint    | 10 km ou 15 km     | 10 km ou 15 km | Skiathlon 2 × 15 km | 30 km               | 30 km     | 50 km | Tour de ski ou Finales ou Nordic Opening |
| Épreuve / Édition | libre  | classique | libre              | classique      | Skiathlon 2 × 15 km | libre               | classique | 50 km | Tour de ski ou Finales ou Nordic Opening |
| 2002-03           |        |           | Kiruna             |                |                     |                     |           |       |                                          |
| 2004-05           |        |           | Kuusamo Nove Mesto |                |                     | Ramsau am Dachstein |           |       |                                          |
| 2005-06           |        |           | Nove Mesto         |                |                     |                     |           |       |                                          |
| 2006-07           |        |           | Davos Oberstdorf   |                |                     |                     |           |       |                                          |
| 2007-08           |        |           | Bormio             |                |                     |                     |           |       |                                          |

Il obtient aussi une victoire d'étape lors du Tour de ski 2006-2007 à Oberstdorf.

### Championnats de France
Champion de France Elite :
- Longue distance : 2003, 2005, 2008, 2010 ;
- 30 km : 2003 ;
- Sprint : 2009 ;
- Mass-Start : 2005 ;
- Poursuite : 2004, 2006, 2008, 2009, 2010